# Ena (Berg)
Der Ena (japanisch 恵那山, -san) ist ein Berg im Kiso-Gebirge auf der japanischen Hauptinsel Honshū.

## Übersicht
Der Ena ist 2189,8 Meter hoch und besteht zum größten Teil aus Granit. Der pyramidenförmige Ena-san erhebt sich über dem Tal des Nakatsu-gawa. Der Berggrat bildet die Grenze zwischen den Gemeinden Nakatsugawa in der Präfektur Gifu und Achi in der Präfektur Nagano. Auf dem Gipfel befindet sich der Ena-Schrein.
Einer der längsten Straßentunnel Japans (8,4 km) verläuft unter dem Ena. Von Nagoya aus erreicht man der Berg in ca. 1,5 Stunden. Der Ena ist einer der 100 berühmtesten japanischen Berge.